# Khalor
Khalor é uma vila no distrito de Haora, no estado indiano de Bengala Ocidental.

## Demografia
Segundo o censo de 2001, Khalor tinha uma população de 8669 habitantes. Os indivíduos do sexo masculino constituem 51% da população e os do sexo feminino 49%. Khalor tem uma taxa de literacia de 83%, superior à média nacional de 59,5%: a literacia no sexo masculino é de 87% e no sexo feminino é de 79%. Em Khalor, 8% da população está abaixo dos 6 anos de idade.